# Grammia superba
Grammia superba là một loài bướm đêm thuộc phân họ Arctiinae, họ Erebidae.